# Glittertangara
Glittertangara (Poecilostreptus palmeri) är en fågel i familjen tangaror inom ordningen tättingar.

## Utseende
Glittertangaran är en knubbig tangara. Fjäderdräkten är omisskännlig, ljust silvergrå med svart ansikte, svarta skuldror samt svart- och guldfärgade fläckar på bröst och nacke.

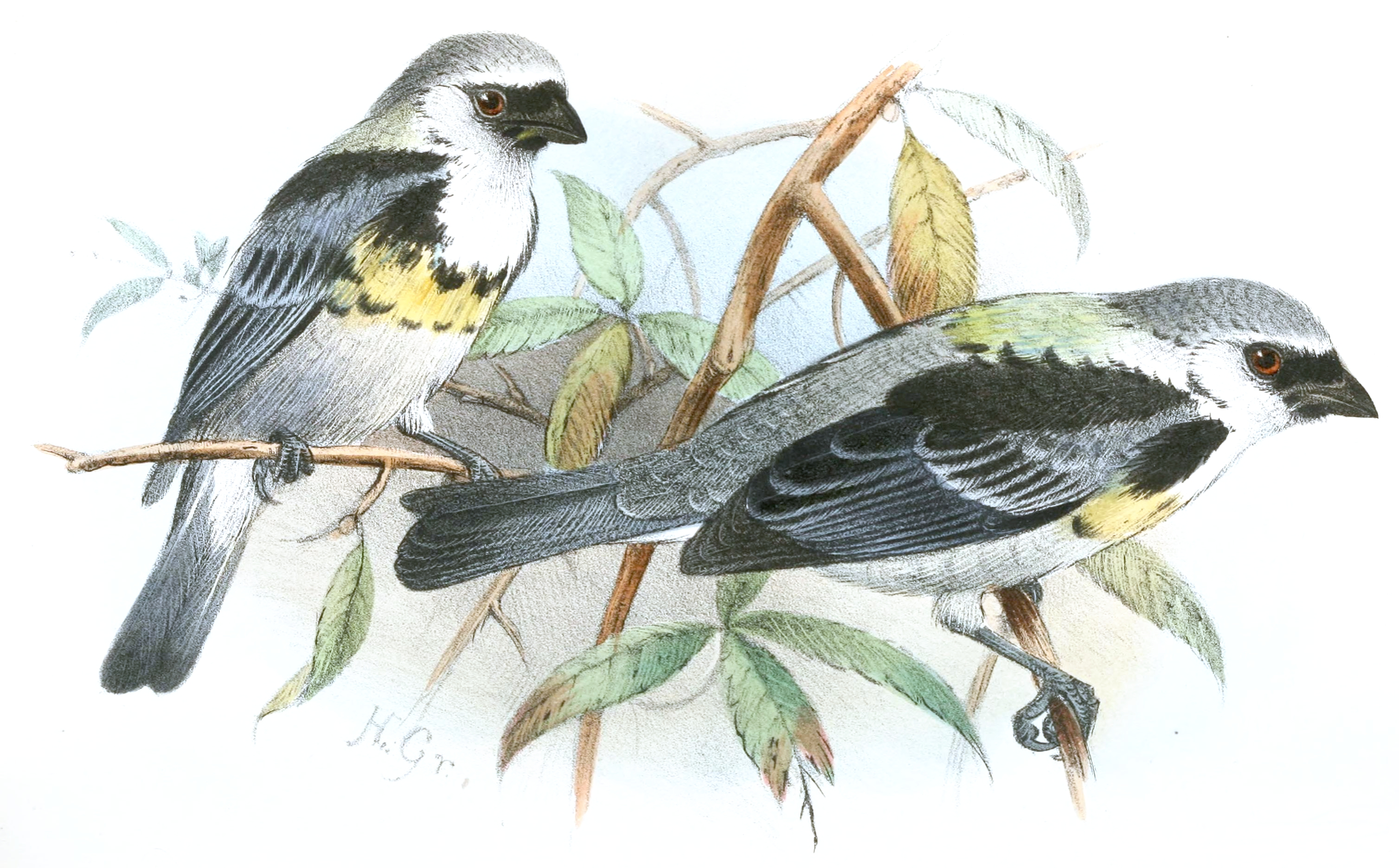

## Utbredning och systematik
Glittertangaran förekommer i fuktiga områden från östra Panama till nordvästra Ecuador (Pichincha). Den behandlas som monotypisk, det vill säga att den inte delas in i några underarter.

### Släktestillhörighet
Traditionellt placeras arten i släktet Tangara. Genetiska studier visar dock att släktet är polyfyletiskt, där en del av arterna står närmare släktet Thraupis. Dessa resultat har implementerats på olika sätt av de internationella taxonomiska auktoriteterna, där vissa expanderar Tangara till att även inkludera Thraupis, medan andra, som tongivande Clements et al., delar upp Tangara i mindre släkten. I det senare fallet lyfts glittertangaran och dess nära släkting azurtangaran ut till det egna släktet Poecilostreptus, och denna linje följs här.

## Levnadssätt
Glittertangaran hittas i skogar i låglänta områden och förberg. Där ses den i trädtaket, ibland sittande väl synligt i skogsbryn. Fågeln slår ofta följe med kringvandrande artblandade flockar.

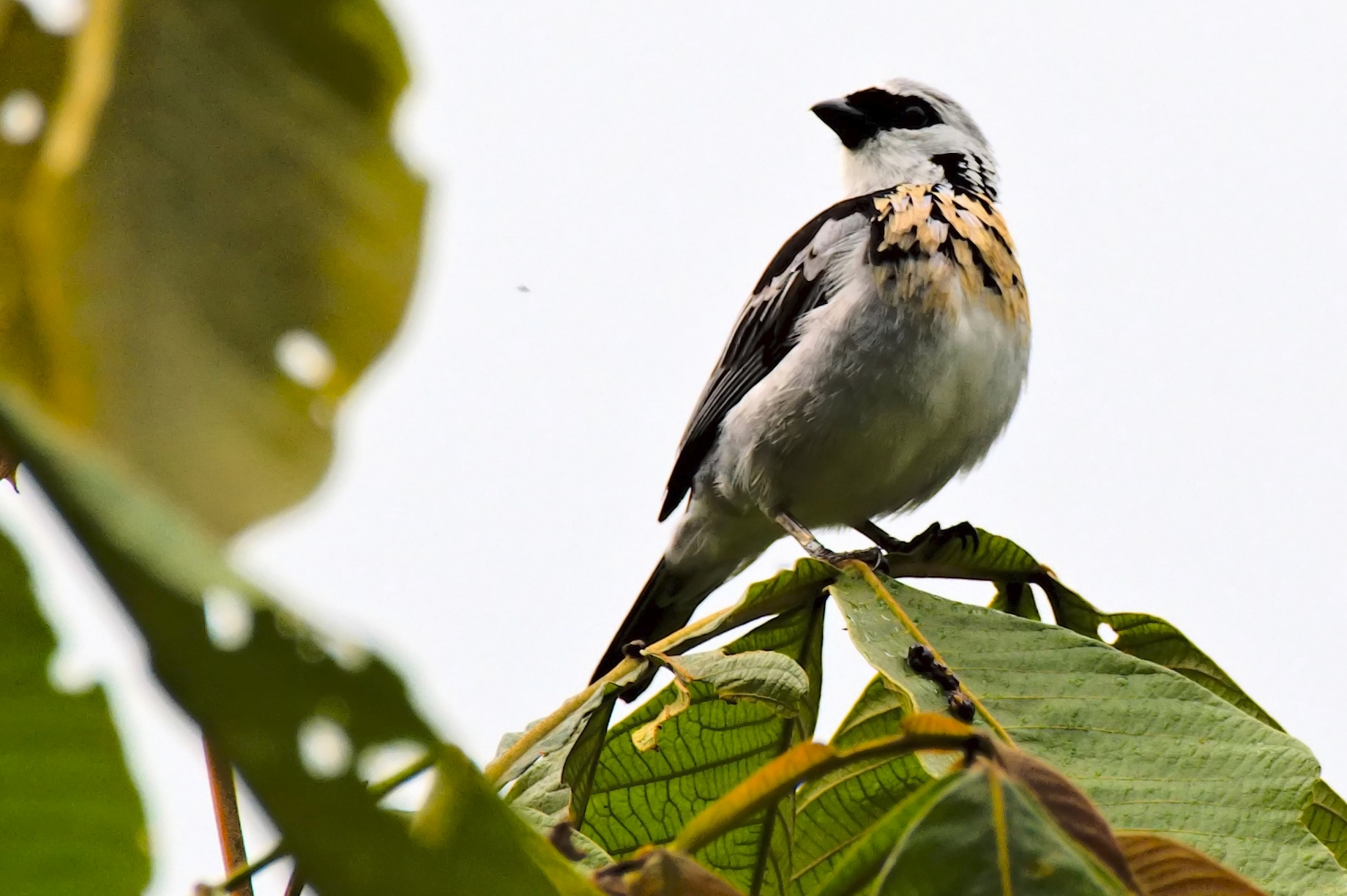

## Status
Trots det begränsade utbredningsområdet och det faktum att den minskar i antal anses beståndet vara livskraftigt av internationella naturvårdsunionen IUCN.